# Rainer Burkard
Rainer Ernst Burkard (Graz, 1943. január 28. –) osztrák matematikus.

## Pályafutása
1962-től a Grazi és Bécsi Egyetemen tanult matematikát és fizikát. Edmund Hlawka vezetésével írta disszertációját a valós számsorok maradék nélküli osztásáról, és 1967-ben végzett a bécsi egyetemen. Ezután asszisztensként dolgozott a grazi egyetem Alkalmazott Matematikai Intézetében, ahol 1971-ben habilitált. A Kölni és Bonni Egyetemen töltött vendégelőadói időszak után Burkard 1973-ban meghívást kapott a kölni egyetem alkalmazott matematikai tanszékére. A következő években kialakította az első német munkacsoportokat, amelyek diszkrét optimalizációval foglalkoztak. 1981-ben elfogadta a grazi Műszaki Egyetem felkérését, ahol azóta is matematikát ad elő. 1993-1996 között betöltötte a műszaki–természettudományi kar dékáni tisztségét.
Kutatási területe a kombinatorikai optimalizáció és operációkutatás. Több könyve és több mint 160 tanulmánya jelent meg.
Számos nemzetközi szakkiadvány társszerkesztője. 1986 és 1988 között az Osztrák Operációkutatási Társaság (Österreichische Gesellschaft für Operations Research) elnöke volt, az 1991-2000 időszakban a Christian Doppler Kutatási Társaság szenátusának tagja, 1994-től 1998-ig az ECMI (European Consortium for Mathematics in Industry) tanácsának tagja. 1995-től 1997-ig az IFORS (International Federation of Operational Research Societies) alelnöki tisztét, 2001-2002-ben az EURO (European Association of Operations Research Societies) alelnöki tisztét töltötte be.
1971-ben elnyerte az Osztrák Matematikai Társaság ösztöndíját. 1991-ben a Matematikai, Gazdasági és Operációkutatási Társaság tudományos díjával tüntették ki. 1997-ben az EURO (European Association of Operations Research Societies) aranyérmese lett, 1998-ban a Magyar Tudományos Akadémia tiszteleti tagjává választotta.

## Művei
- Methoden der ganzzahligen Optimierung, Springer Wien, 1972
- Ulrich Derigsszel közösen: Assignment and Matching Problems: Solution Methods with FORTRAN- Programs. Lecture Notes in Economics and Mathematical Systems, Band 184, Berlin-New York: Springer 1980.
- Graph Algorithms in Computer Science. HyperCOSTOC Computer Science Band 36, Hofbauer Publ., Wiener Neustadt, 1989.
- Mauro Dell' Amicóval és Silvano Martellóval közösen: Assignment Problems, SIAM, Philadelphia, 2009. ISBN 978-0-898716-63-4

## Fordítás
- Ez a szócikk részben vagy egészben a Rainer Burkard című német Wikipédia-szócikk ezen változatának fordításán alapul.  Az eredeti cikk szerkesztőit annak laptörténete sorolja fel. Ez a jelzés csupán a megfogalmazás eredetét és a szerzői jogokat jelzi, nem szolgál a cikkben szereplő információk forrásmegjelöléseként.